# Liga de Ouro de Atletismo
Liga de Ouro de Atletismo (em inglês:  IAAF Golden League) foi um evento organizado pela Associação Internacional de Federações de Atletismo (IAAF), que premiava com US$ 1 milhão o atleta que ganhasse as seis provas disputadas em vários meetings europeus de atletismo durante o ano. A partir de 2010, o evento passou a se chamar Liga de Diamante de Atletismo (em inglês:  IAAF Diamond League). É o mais prestigiado torneio de atletismo do mundo, fora dos Jogos Olímpicos e do Campeonato Mundial de Atletismo.

## História
A primeira Golden League foi realizada em 1998, constituído das reuniões de Oslo, Roma, Mónaco, Zurique, Bruxelas e Berlim.
Em 1999, um evento sétimo, Meeting Gaz de France, em St-Denis, Paris foi adicionado.
Em 2000 e 2001, o USD 1 milhão foi reduzido para 50 kg de ouro bares e atletas só tinha a ganhar em 5 de 7 reuniões para se qualificar para o jackpot.
Em 2003, a 50 kg de barras de ouro foi revertido para 1 milhão de dólares e Mônaco foi eliminada do campeonato depois de ter sido premiado com a Final Mundial de Atletismo.
Em 2004, o Bislett Games foram movidos a partir de Oslo, devido à remodelação do Estádio Bislett.
Para a Golden League 2006, o prêmio total manteve-se em 1 milhão de dólares, mas a estrutura de adjudicação foi alterado:
- Atletas que venceram cinco das seis provas  em partes. uma bolsa no valor de USD 250.000.
- Os restantes US $ 750.000 seria dividido entre os atletas que venceu todas as seis reuniões.

Em 2007, o jackpot de US $ 1 milhão foram apenas para ser compartilhado entre os atletas que ganharam em todas as seis reuniões. No caso de nenhum atleta conseguiu vencer todas as seis reuniões, USD 500.000 teria sido compartilhada entre aqueles que venceu em cinco das seis reuniões.
Em 2008, a IAAF assinou um acordo de dois anos com o empresa sueca AF para patrocínio, assim, mudar o nome 'IAAF Golden League' para Golden League.
Várias regras foram alteradas como a nova concorrência encontra seus pés. A lista dos eventos que qualificar para o jackpot é diferente a cada ano, mas geralmente há seis homens e seis eventos (quatro em 2008) das mulheres. Para o ano de 2008, as disciplinas foram:
- 'Homem:' 100 m, 400 m, 1500 m, 400 m com barreiras, salto em comprimento, lançamento do dardo.
- 'Mulheres:' 200 m, 800 m, 100 m com barreiras, salto em altura.

Para 2009, as disciplinas foram:
- 'Homem:' 100 m, 400 m, 3000/5000 m, 110 m com barreiras, lançamento do dardo.
- 'Mulheres:' 100 m, 400 m, 100 m com barreiras, salto em altura, salto com vara.

## Edições
| Edição | Ano  | Vencedor(es)                                                                               |
| ------ | ---- | ------------------------------------------------------------------------------------------ |
| 1      | 1998 | Hicham El Guerrouj Haile Gebrselassie Marion Jones                                         |
| 2      | 1999 | Wilson Kipketer Gabriela Szabo                                                             |
| 3      | 2000 | Hicham El Guerrouj Maurice Greene Trine Hattestad Tatyana Kotova                           |
| 4      | 2001 | André Bucher Hicham El Guerrouj Allen Johnson Marion Jones Violeta Szekely Olga Yegorova   |
| 5      | 2002 | Hicham El Guerrouj Ana Guevara Marion Jones Felix Sánchez                                  |
| 6      | 2003 | Maria de Lurdes Mutola                                                                     |
| 7      | 2004 | Christian Olsson Tonique Williams-Darling                                                  |
| 8      | 2005 | Tatyana Lebedeva                                                                           |
| 9      | 2006 | Asafa Powell Jeremy Wariner Sanya Richards Kenenisa Bekele Tirunesh Dibaba Irving Saladino |
| 10     | 2007 | Yelena Isinbayeva Sanya Richards                                                           |
| 11     | 2008 | Pamela Jelimo                                                                              |
| 12     | 2009 | Sanya Richards Yelena Isinbayeva Kenenisa Bekele                                           |

## Seis provas
| Meet                        | Estádio               | Cidade      | País     |
| --------------------------- | --------------------- | ----------- | -------- |
| Internationales Stadionfest | Olympiastadion        | Berlim      | Alemanha |
| Bislett Games               | Bislett stadion       | Oslo        | Noruega  |
| Golden Gala                 | Stadio Olimpico       | Roma        | Itália   |
| Meeting Areva               | Stade de France       | Saint-Denis | França   |
| Weltklasse Zürich           | Letzigrund            | Zurique     | Suécia   |
| Memorial Van Damme          | King Baudouin Stadium | Bruxelas    | Bélgica  |